# بوسدره
بوسدره یک منطقهٔ مسکونی در قطر است که در شهرداری الریان واقع شده‌است. بوسدره ۹٫۲ کیلومتر مربع مساحت دارد ۲۳ متر بالاتر از سطح دریا واقع شده‌است.